# Cañizar del Olivar (kommunhuvudort)
Cañizar del Olivar är en kommunhuvudort i Spanien.   Den ligger i provinsen Provincia de Teruel och regionen Aragonien, i den östra delen av landet, 260 km öster om huvudstaden Madrid. Cañizar del Olivar ligger 961 meter över havet och antalet invånare är 110.
Terrängen runt Cañizar del Olivar är kuperad.  Trakten runt Cañizar del Olivar är nära nog obefolkad, med mindre än två invånare per kvadratkilometer. Närmaste större samhälle är Montalbán, 13,2 km väster om Cañizar del Olivar. Omgivningarna runt Cañizar del Olivar är i huvudsak ett öppet busklandskap.